# Manmohan Singh
Manmohan Singh (tiếng Hindi: मनमोहन सिंह, tiếng Punjabi: ਮਨਮੋਹਨ ਸਿੰਘ, 26 tháng 9 năm 1932 – 26 tháng 12 năm 2024) là thủ tướng thứ 14 của Cộng hòa Ấn Độ từ năm 2004 đến 2014. Ông là thủ tướng theo Sikh giáo đầu tiên của Ấn Độ. Xuất thân là một nhà kinh tế, Singh từng là Thống đốc Ngân hàng Dự trữ Ấn Độ từ năm 1982 đến năm 1985, Chủ nhiệm Ủy ban Kế hoạch Ấn Độ từ năm 1985 đến năm 1987 và Bộ trưởng Bộ Tài chính Ấn Độ từ năm 1991 đến năm 1996.
Singh tốt nghiệp Đại học Punjab, Đại học Cambridge và Đại học Oxford. Từ khi được bổ nhiệm làm Bộ trưởng Tài chính, Singh được thừa nhận rộng rãi là vị kiến trúc sư trưởng của các cải cách kinh tế ở Ấn Độ.
Sau cuộc Tổng tuyển cử Ấn Độ năm 2004, Singh trở thành Thủ tướng. Trong nhiệm kỳ đầu tiên của mình, chính quyền của Singh đã tập trung giảm thâm hụt ngân sách nhà nước, giảm nợ cho nông dân nghèo, thi hành các chính sách thuế và kinh tế thúc đẩy công nghiệp phát triển.
Sau cuộc Tổng tuyển cử Ấn Độ năm 2009, Singh một lần nữa được bầu làm Thủ tướng. Ông là người thứ hai, sau Jawaharlal Nehru, làm Thủ tướng liên tục 2 nhiệm kỳ.